# Gassin
Gassin település Franciaországban, Var megyében. Lakosainak száma 2674 fő (2022. január 1.). Gassin Saint-Tropez, Cogolin, La Croix-Valmer és Ramatuelle községekkel határos.

## Nevezetességek
Itt található a világ egyik legkeskenyebb utcája, a L’Androuno.

## Népesség
A település népességének változása:
| Lakosok száma | 2739 | 2576 | 2620 | 2560 | 2586 | 2614 | 2642 | 2655 | 2674 |
|               | 2013 | 2015 | 2016 | 2017 | 2018 | 2019 | 2020 | 2021 | 2022 |